# 小池大塚古墳
小池大塚古墳（こいけおおつかこふん）は、千葉県山武郡芝山町小池にある古墳である。

## 概要
本古墳は、九十九里平野中央を流れる木戸川上流部東岸の台地上に存在する前方後円墳で、墳丘全長72メートル、後円部径46.5メートル、前方部長35メートル、前方部幅51メートル、くびれ部幅43メートル、後円部高5.2メートル、前方部高5.7メートルを測り、盾形周溝を含めた全長は約90メートルある。1966年（昭和41年）に早稲田大学考古学研究室によって発掘調査され、1988年（昭和63年）には千葉県教育委員会による墳丘測量が行われている。
埋葬施設は、くびれ部南側に開口する砂岩切石積み両袖型の横穴式石室で、全長は5.25メートル、石室内は盗掘を受けていた模様であるが、直刀、鉄鏃、鉄釘、ガラス小玉、須恵器、土師器などの遺物が検出されている。埴輪は認められておらず6世紀末葉の最終末の前方後円墳とみられている。周辺には円墳3基の所在が確認され、小池古墳群あるいは船塚古墳群とも称され、本古墳は船塚2号墳とも呼ばれる。また、町境を越えた南側の横芝光町中台には芝山古墳群が隣接しており、芝山古墳群の殿塚・姫塚古墳に後続して造営されたものと推察されている。